# Слошув
Слошув (пол. Słoszów) — село в Польщі, у гміні Щитна Клодзького повіту Нижньосілезького воєводства.
Населення — 140 осіб (2011).
У 1975-1998 роках село належало до Валбжиського воєводства.

## Демографія
Демографічна структура станом на 31 березня 2011 року:
|          | Загалом | Допрацездатний вік | Працездатний вік | Постпрацездатний вік |
| -------- | ------- | ------------------ | ---------------- | -------------------- |
| Чоловіки | 67      | 15                 | 48               | 4                    |
| Жінки    | 73      | 14                 | 48               | 11                   |
| Разом    | 140     | 29                 | 96               | 15                   |